# Jávai mongúz

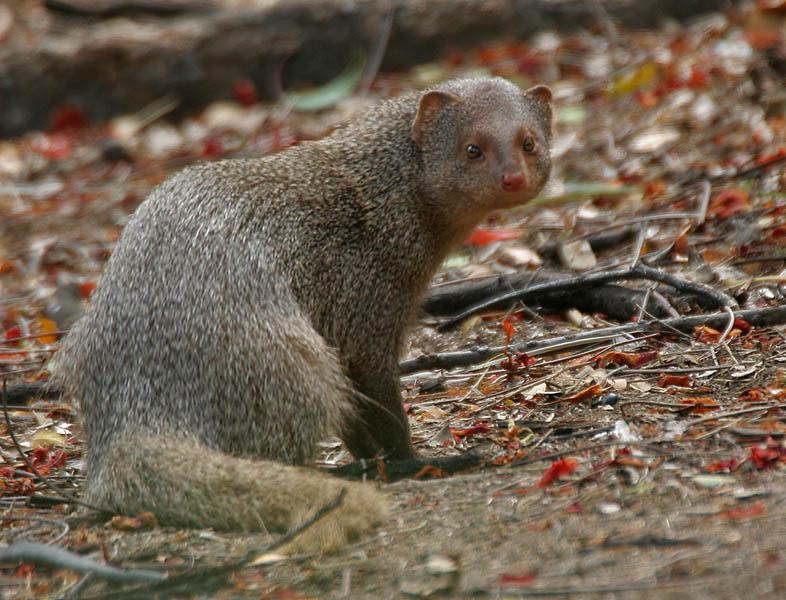

A jávai mongúz, más néven aranymanguszta vagy maláj ichneumon (Herpestes javanicus) a kis termetű mongúzfélék közé tartozik.

## Elterjedése, élőhelye
Jáva és Szumátra szigetén, a Maláj-félszigeten, Indokínában, Dél-Kínában és Hainan szigetén honos. A Nagy- és Kis-Antillákra, valamint a Bahama-szigetekre a 19. század végén telepítettek be a lándzsakígyó (Bothrops lanceolatus) és a cukornádültetvényeket károsító patkányok elleni védekezésül.
Ezen felül világszerte több helyre is betelepítették, így szabadon élnek példányaik Dél-Amerika északi részén, a Hawaii szigeteken, a Fidzsi-szigeteken, sőt Horvátország több szigetén is.
Nem kedveli az összefüggő erdőségeket, hanem cserjésekben, tüskebozótban, ligetekben, ültetvényekben, folyóvizek bokros partján vagy bozóttal borított sziklákon tartózkodik. Gyakran az emberi településeken is megjelenik, ahol a baromfiakat és egyéb kisebb háziállatokat is pusztítja.

## Megjelenése, életmódja
Teste mintegy 35 cm, farka 20 cm hosszú. Bundája  sötétbarna.
Nappal vadászik. Megeszi az egeret, patkányt, a rovarokat és tojásokat, sőt, a gyümölcsöt is, de leginkább arról híres, hogy legyőzi és megeszi a legtöbb mérgeskígyót, bár az elterjedt tévhittel szemben azok mérgére nem immunis.
A maga ásta lyukban egyszerre 3-4 kölyköt hoz világra; ezek eleinte magatehetetlenek.
Jól szelídíthető, és ez a trópusokon igen hasznos, mert megtisztítja a ház környékét a rágcsálóktól.

## Alfajok
- Herpestes javanicus javanicus – Jávai mongúz
- Herpestes javanicus auropunctatus
- Aranyfoltos mongúz, Indiában él. Bundáját, amely a hátrészen sötétebb, a fején pedig vörhenyesbe hajlik, finom, aranysárga pettyezés tarkítja, mintha aranyport hintettek volna rá.
- Herpestes javanicus exilis
- Herpestes javanicus orientalis
- Herpestes javanicus pallipes
- Herpestes javanicus palustris Ghose, 1965 – Bengál mongúz, India  keleti részén, Bengáliában élő veszélyeztetett alfaj
- Herpestes javanicus peninsulae
- Herpestes javanicus perakensis
- Herpestes javanicus rafflesii
- Herpestes javanicus rubifrons
- Herpestes javanicus siamensis
- Herpestes javanicus tjerapai